# 富山電気通信部

1966年（昭和41年）頃の富山電々ビル

1964年（昭和39年）頃の富山電々ビル内富山電気通信部

富山電気通信部（とやまでんきつうしんぶ）は、富山県富山市東田地方にあった地方電気通信部。電気通信省及び日本電信電話公社の設置した地方電気通信部のひとつであり、北陸電気通信局の管轄下にあった。

## 概要
富山電気通信部は、電気通信省設置法（昭和23年法律第245号）により富山県を管轄区域として1949年（昭和24年）6月1日に開設された。地方電気通信部とは同法第26条により各地方電気通信局の業務の一部を分掌し、管内における電気通信管理所を監督し、地方公共団体等との交渉に当たって、各種事業計画の作成に携わり、また管内における周知宣伝や電話番号簿の作成を行う機関であった。また、電気通信部の下には電気通信管理所が置かれ、富山電気通信部管内においては富山、高岡及び魚津の各電気通信管理所が設置された。電気通信管理所とは各地方電気通信部の業務の一部を分掌し、電気通信を取扱う各官署の監督にあたり、小規模な建設や保守工事を行うことをその使命とする機関であった。
この官制を定めた昭和24年電気通信省告示第31号は、1950年（昭和25年）11月25日に改正された。これにより従来は各管理所が行っていた管理業務は電気通信部が担当することとなり、電気通信管理所は電気通信部長の指揮下において現業業務の執行を行う機関となった。各電気通信部の内部組織は第一類から第四類に分類され、富山電気通信部は第三類に列することとなり、これに準じて営業、運用及び施設の三長、施設、保全、建設工法監査、会計及び庶務の五課が置かれた。
1952年（昭和27年）8月1日の日本電信電話公社発足後もこの官制は維持されたが、同年11月1日から電気通信部に係る官制は日本電信電話公社職制（昭和27年日本電信電話公社公示第79号）により定められることとなった。この改革前には電気通信管理所が建設や保守工事等の現業業務を行っていたが、以降は電気通信部が自らその業務に携わることとなり、また各報話局の権限が拡大したので、電気通信管理所はその使命を終えて廃止された。
1958年（昭和33年）9月からは富山市桜橋通りの富山電々ビルに移転して業務を行うこととなった。この富山電々ビルは1955年（昭和30年）から総工費5億円で建設が進められていたもので、1958年（昭和33年）11月に完成、同年12月1日からは富山電報電話局も同所において業務を開始した。1981年（昭和56年）7月には富山市東田地方に新庁舎が完成し、同所へ移転した。この新庁舎には富山電気通信部のほか、富山電報電話局の一部部署が入居した。
1985年（昭和60年）4月1日に日本電信電話公社は民営化され、日本電信電話が発足した。これにより各電気通信部は日本電信電話の支社に改められ、富山電気通信部は同社の富山支社となった。

## 歴史
- 1949年（昭和24年）6月1日 - 電気通信省設置法（昭和23年法律第245号）により富山電気通信部を富山市に置き、その管轄区域に地方電気通信管理所として富山電気通信管理所、高岡電気通信管理所及び魚津電気通信管理所を置く[1]。周知営業課、計画運用課、施設課、建設課、保全課、会計課及び庶務課を置く[6]。
- 1950年（昭和25年）11月 - 内部組織を改め、営業、運用及び施設の三長、施設、保全、建設工法監査、会計及び庶務の五課を置く[6]。
- 1951年（昭和26年）
  - 1月1日 - 富山電気通信管理所の管轄区域を富山市、上新川郡、婦負郡及び射水郡から富山市、上新川郡、婦負郡及び射水郡（新湊町及び牧野村を除く）に、高岡電気通信管理所の管轄区域を高岡市、氷見郡、東礪波郡及び西礪波郡から高岡市、氷見郡、東礪波郡、西礪波郡及び射水郡新湊町並びに牧野村にそれぞれ改める[18]。
  - 8月1日 - 富山電気通信管理所の管轄区域を富山市、上新川郡、婦負郡及び射水郡（新湊町及び牧野村を除く）から富山市、新湊市、高岡市牧野、上新川郡、婦負郡及び射水郡（櫛田村を除く）に、高岡電気通信管理所の管轄区域を高岡市、氷見郡、東礪波郡、西礪波郡及び射水郡新湊町並びに牧野村から高岡市（牧野を除く）、氷見郡、西礪波郡、東礪波郡及び射水郡櫛田村にそれぞれ改める[19]。
- 1952年（昭和27年）
  - 8月1日 - 日本電信電話公社法（昭和27年法律第250号）及び日本電信電話公社法施行法（昭和27年法律第251号）を施行し、電気通信省設置法を廃止する[20]。各通信局等の官制は従前の通りの機構を維持した[7]。
  - 11月1日 - 日本電信電話公社職制（昭和27年日本電信電話公社公示第79号）を定め、富山電気通信部を富山市に置き、富山県を管轄区域とする[8]。各地方電気通信管理所は廃止する[21]。また内部組織を改め、業務、施設建設、保全、材料、会計及び庶務の六課、線路及び機械の工事隊を置く[6]。
- 1956年（昭和31年）3月 - 計画課を置く[6]。
- 1957年（昭和32年）3月 - 労務厚生課を置き、材料課を資材課と改称する[6]。
- 1958年（昭和33年）
  - 2月17日 - 富山電気通信部に次長職を配置する[22]。
  - 9月 - 富山電気通信部を富山電々ビル（富山市桜橋通り）[11]に移転する[6]。
- 1959年（昭和34年）12月 - 施設建設課を廃止し、施設課及び建設課を置く[6]。
- 1960年（昭和35年）
  - 1月 - 業務課を廃止し、営業課及び運用課を置き、各工事隊を工事課と改める[6]。
  - 4月18日 - 結核予防法（昭和26年法律第96号）第36条第1項により富山電気通信部医務室を指定医療機関に指定する[23]。
- 1975年（昭和50年）2月7日 - 富山電気通信部医務室を富山電気通信部健康管理所と改める[24]。
- 1981年（昭和56年）7月 - 富山市東田地方に新庁舎が完成し、同所へ移転する[12][13]。
- 1985年（昭和60年）4月1日 - 電電改革により日本電信電話公社は民営化され、日本電信電話株式会社が発足する[15]。これにより電気通信部は日本電信電話の支社に改められ、富山電気通信部は同社の富山支社となった[17][13]。

## 管内報話局等の変遷
- 1949年（昭和24年）
  - 6月1日 - 富山電話局、富山電報局、岩瀬電報局、高岡電報電話局、伏木電報電話局、新湊電報電話局、氷見電報電話局、石動電報電話局、魚津電報電話局及び滑川電報電話局並びに小杉電気通信施設区、福光電気通信施設区、泊電気通信施設区、八尾電気通信施設区及び出町電気通信施設区を設置する[25][26]。
  - 6月16日 - 八尾電気通信施設区及び出町電気通信施設区を廃止し、八尾電報電話局及び出町電報電話局を設置する[27]。
- 1950年（昭和25年）11月16日 - 井波電報電話局を設置する[28]。
- 1951年（昭和26年）4月1日 - 福光電気通信施設区を廃止し、福光電報電話局及び城端電報電話局を設置する[29]。
- 1952年（昭和27年）
  - 2月1日 - 泊電気通信施設区を廃止し、泊電報電話局を設置する[30]。
  - 4月1日 - 大沢野電報電話局を設置する[31]。
  - 5月1日 - 出町電報電話局を砺波電報電話局と改称する[32]。
  - 7月1日 - 小杉電気通信施設区を廃止し、小杉電報電話局を設置する[33]。
- 1953年（昭和28年）3月25日 - 上市電報電話局を設置する[34]。
- 1955年（昭和30年）4月1日 - 呉羽電話局（小自動無人局）を設置する[35]。
- 1958年（昭和33年）
  - 1月15日 - 福野電報電話局を設置する[36]。
  - 12月1日 - 富山電話局、富山電報局及び岩瀬電報局を廃止し、これらを統合して富山電報電話局及び富山電報電話局岩瀬分室を設置する[37]。
- 1961年（昭和36年）10月15日 - 富山電報電話局婦中分室を設置する[38]。
- 1962年（昭和37年）
  - 3月30日 - 黒部電報電話局を設置する[39]。
  - 7月15日 - 伏木電報電話局を廃止し、高岡電報電話局伏木分局となる[40][41]。
- 1963年（昭和38年）11月10日 - 大門電話局（小自動無人局）を設置する[42]。
- 1965年（昭和40年）
  - 8月22日 - 入善電報電話局を設置する[43]。
  - 12月12日 - 富山電報電話局婦中分室を廃止し、婦中電報電話局を設置する[44]。
- 1966年（昭和41年）4月23日 - 水橋電報電話局を設置する[45]。
- 1967年（昭和42年）
  - 3月25日 - 戸出電報電話局を設置する[46]。
  - 7月9日 - 津沢電報電話局を設置する[47]。
  - 10月7日 - 立山電報電話局を設置する[48]。
- 1968年（昭和43年）8月24日 - 富山福岡電報電話局を設置する[49]。
- 1969年（昭和44年）5月2日 - 栴檀野電報電話局を設置する[50]。
- 1971年（昭和46年）
  - 10月22日 - 石動電報電話局を小矢部電報電話局に改称する[51]。
  - 12月1日 - 戸出電報電話局を廃止する[52]。
  - 12月17日 - 水橋電報電話局及び栴檀野電報電話局を廃止する[52]。
- 1972年（昭和47年）4月1日 - 富山電報電話局岩瀬分室を廃止する[53]。
- 1975年（昭和50年）11月5日 - 富山平電報電話局を設置する[54]。

## 組織
1964年（昭和39年）当時において富山電気通信部は次のような組織で構成されていた。
- 営業課
- 運用課
- 計画課
- 施設課
- 設計課
- 建設課
- 施行課
- 線路工事課
- 機械工事課
- 線路保全課
- 機械保全課
- 資材課
- 配給課
- 会計課
- 労務厚生課
- 庶務課

### 電気通信管理所の管轄区域変遷

#### 発足当時
- 富山電気通信管理所 - 富山市、上新川郡、婦負郡及び射水郡
- 高岡電気通信管理所 - 高岡市、氷見郡、東礪波郡及び西礪波郡
- 魚津電気通信管理所 - 中新川郡及び下新川郡

#### 1951年（昭和26年）1月1日改正
- 富山電気通信管理所 - 富山市、上新川郡、婦負郡及び射水郡（新湊町及び牧野村を除く）
- 高岡電気通信管理所 - 高岡市、氷見郡、東礪波郡、西礪波郡及び射水郡新湊町並びに牧野村
- 魚津電気通信管理所 - 中新川郡及び下新川郡

#### 1951年（昭和26年）8月1日改正
- 富山電気通信管理所 - 富山市、新湊市、高岡市牧野、上新川郡、婦負郡及び射水郡（櫛田村を除く）
- 高岡電気通信管理所 - 高岡市（牧野を除く）、氷見郡、西礪波郡、東礪波郡及び射水郡櫛田村
- 魚津電気通信管理所 - 中新川郡及び下新川郡

## 脚註
1. 1 2 3 4 5  昭和24年電気通信省告示第31号（『官報』、1949年（昭和24年）8月13日）
2. ↑  日本電信電話公社電信電話事業史編集委員会編、『電信電話事業史 第一巻』（307頁）、1959年（昭和34年）10月、電気通信協会
3. ↑  日本電信電話公社電信電話事業史編集委員会編、『電信電話事業史 第一巻』（308頁）、1959年（昭和34年）10月、電気通信協会
4. ↑  昭和25年電気通信省告示第262号（『官報』、1950年（昭和25年）12月4日）
5. 1 2  日本電信電話公社電信電話事業史編集委員会編、『電信電話事業史 第一巻』（314から316頁）、1959年（昭和34年）10月、電気通信協会
6. 1 2 3 4 5 6 7 8 9 10  日本電信電話公社北陸電気通信局編、『北陸の電信電話 その九十年の歩み』（444及び445頁）、1964年（昭和39年）10月、日本電信電話公社北陸電気通信局
7. 1 2  日本電信電話公社北陸電気通信局編、『北陸の電信電話 その九十年の歩み』（372頁）、1964年（昭和39年）10月、日本電信電話公社北陸電気通信局
8. 1 2  昭和27年日本電信電話公社公示第79号（『官報』、1952年（昭和27年）10月28日）
9. ↑  日本電信電話公社電信電話事業史編集委員会編、『電信電話事業史 第一巻』（323頁）、1959年（昭和34年）10月、電気通信協会
10. ↑  「総工費5億円で今秋着工 富山電気通信部の総合ビル」、『富山新聞』朝刊3面、1955年（昭和30年）2月21日、富山新聞社
11. 1 2  なお富山電々ビルは同年11月に完成し（『北国年鑑 1959』（147頁）、1959年（昭和34年）、北國新聞社）、12月より富山電報電話局も同所へ移転した（日本電信電話公社北陸電気通信局編、『北陸の電信電話 その九十年の歩み』（446頁）、1964年（昭和39年）10月、日本電信電話公社北陸電気通信局）。
12. 1 2  「富山電気通信部 新庁舎が完成」、『富山新聞』朝刊3面、1981年（昭和56年）7月8日、富山新聞社
13. 1 2 3 4  北日本新聞社編、『とやまの会社 第3集』（157頁）、1986年（昭和61年）6月、北日本新聞社出版部
14. ↑  『電気通信年鑑』（178頁）、1982年（昭和57年）7月、さんちょう
15. 1 2  内閣制度百年史編纂委員会編、『内閣制度百年史 上巻』（558から560頁）、1985年（昭和60年）12月、大蔵省印刷局
16. ↑  『官界通信』第1675号（12頁）、1985年（昭和60年）2月25日、官界通信社
17. 1 2  石川県編、『石川県史 現代篇 6』（581頁）、1995年（平成7年）3月、石川県
18. ↑  昭和26年電気通信省告示第19号（『官報』、1951年（昭和26年）2月1日）
19. ↑  昭和26年電気通信省告示第187号（『官報』、1951年（昭和26年）9月4日）
20. ↑  日本電信電話公社編、『日本電信電話公社関係法令』（3から47頁）、1953年（昭和28年）、日本電信電話公社
21. ↑  日本電信電話公社電信電話事業史編集委員会編、『電信電話事業史 第一巻』（323頁）、1959年（昭和34年）10月、電気通信協会
22. ↑  日本電信電話公社北陸電気通信局編、『北陸の電信電話 その九十年の歩み』（589頁）、1964年（昭和39年）10月、日本電信電話公社北陸電気通信局
23. ↑  昭和35年厚生省告示第219号（『官報』、1960年（昭和35年）7月18日）
24. ↑  昭和50年厚生省告示第312号（『官報』、1975年（昭和50年）11月10日）。なお同日から昭和50年日本電信電話公社公示第81号により、昭和27年日本電信電話公社公示第79号が改正され、健康管理所に関する規定が日本電信電話公社職制に定められた（『官報』、1975年（昭和50年）6月4日）。
25. ↑  昭和24年電気通信省告示第72号（『官報』、1949年（昭和24年）10月18日
26. ↑  昭和24年電気通信省告示第122号（『官報』、1949年（昭和24年）12月26日）
27. ↑  昭和24年電気通信省告示第123号及び第124号（『官報』、1949年（昭和24年）12月26日）
28. ↑  昭和25年電気通信省告示第287号（『官報』、1950年（昭和25年）12月19日）
29. ↑  昭和26年電気通信省告示第64号及び第66号（『官報』、1951年（昭和26年）4月27日）
30. ↑  昭和27年電気通信省告示第51号及び第52号（『官報』、1952年（昭和27年）2月21日）
31. ↑  昭和27年電気通信省告示第142号（『官報』、1952年（昭和27年）5月14日）
32. ↑  日本電信電話公社北陸電気通信局編、『北陸の電信電話 その九十年の歩み』（582頁）、1964年（昭和39年）10月、日本電信電話公社北陸電気通信局
33. ↑  昭和27年日本電信電話公社公示第56号（『官報』、1952年（昭和27年）10月1日）
34. ↑  昭和28年日本電信電話公社公示第71号（『官報』、1953年（昭和28年）4月2日）
35. ↑  日本電信電話公社北陸電気通信局編、『北陸の電信電話 その九十年の歩み』（585頁）、1964年（昭和39年）10月、日本電信電話公社北陸電気通信局
36. ↑  昭和33年日本電信電話公社公示第1号（『官報』、1958年（昭和33年）1月8日）
37. ↑  昭和33年日本電信電話公社公示第150号及び第151号（『官報』、1958年（昭和33年）12月3日）
38. ↑  昭和36年日本電信電話公社公示第77号（『官報』、1961年（昭和36年）10月2日）
39. ↑  昭和37年日本電信電話公社公示第1号（『官報』、1962年（昭和37年）4月2日）
40. ↑  昭和37年日本電信電話公社公示第39号（『官報』、1962年（昭和37年）7月12日）
41. ↑  日本電信電話公社北陸電気通信局編、『北陸の電信電話 その九十年の歩み』（597頁）、1964年（昭和39年）10月、日本電信電話公社北陸電気通信局
42. ↑  日本電信電話公社北陸電気通信局編、『北陸の電信電話 その九十年の歩み』（469及び599頁）、1964年（昭和39年）10月、日本電信電話公社北陸電気通信局
43. ↑  昭和40年日本電信電話公社公示第56号（『官報』、1965年（昭和40年）8月26日）
44. ↑  昭和40年日本電信電話公社公示第83号（『官報』、1965年（昭和40年）12月18日）
45. ↑  昭和41年日本電信電話公社公示第7号（『官報』、1966年（昭和41年）4月26日）
46. ↑  昭和42年日本電信電話公社公示第112号（『官報』、1967年（昭和42年）3月31日）
47. ↑  昭和42年日本電信電話公社公示第34号（『官報』、1967年（昭和42年）7月6日）
48. ↑  昭和42年日本電信電話公社公示第67号（『官報』、1967年（昭和42年）9月29日）
49. ↑  昭和43年日本電信電話公社公示第66号（『官報』、1968年（昭和43年）9月3日）
50. ↑  昭和44年日本電信電話公社公示第8号（『官報』、1969年（昭和44年）4月26日）
51. ↑  昭和46年日本電信電話公社公示第79号（『官報』、1971年（昭和46年）9月13日）
52. 1 2  昭和46年日本電信電話公社公示第120号（『官報』、1971年（昭和46年）12月3日）
53. ↑  昭和47年日本電信電話公社公示第24号（『官報』、1972年（昭和47年）4月27日）
54. ↑  昭和50年日本電信電話公社公示第175号（『官報』、1975年（昭和50年）11月5日）
55. ↑  日本電信電話公社北陸電気通信局編、『北陸の電信電話 その九十年の歩み』（411頁）、1964年（昭和39年）10月、日本電信電話公社北陸電気通信局